# موال جنق قلعة
موال جنق قلعة هو موال يحكي حملة جاليبولي. وهي حملة عسكرية شنتها قوات بريطانية وفرنسية مشتركة خلال الحرب العالمية الأولى بهدف احتلال العاصمة العثمانية إسطنبول، دارت معارك الحملة في شبه الجزيرة جاليبولي على مضيق الدردنيل عام 1915، باءت جهود الحملة بالفشل وقتل ما قُدّر عدده بحوالي 55 ألف جندي من قوات التحالف (بريطانيا، أستراليا، نيوزيلندا، فرنسا) وحوالي 90 ألف جندي عثماني ومئات الآلاف من الجرحى من الطرفين.
تُعرف هذه المعركة في تركيا باسم چنق قلعة ساواشی (بالتركية: Çanakkale Savaşı) كونها وقعت في منطقة چنق قلعة. وفي بريطانيا، تسمى بمعركة مضيق الدردنيل. ومصدر الموال شخص يدعى إحسان أوزان أوغلو.

## الكلمات
سوق المرآة في جنق قلعة
أنا ذاهب للقاء العدو يا أمي، أه يا للحسرة على شبابي
في جنق قلعة شجرة سرو
فبعضنا خاطب وبعضنا متزوج، أه يا للحسرة على شبابي
في جنق قلعة امتحان انكسار
فقد الآباء والأمهات للأمل. أه يا للحسرة على شبابي
غطى الغبار سماء جنق قلعة
سارت الفرقة الثالثة عشر للحرب، أه يا للحسرة على شبابي
في جنق قلعة نصبت المدافع
أه، هناك أصيب جنودنا، أه يا للحسرة على شبابي
كوبري (معبر) جنق قلعة ضيق لا يمكن عبوره
تخضب الماء بلون الدماء لا تستطيع شرب كوب ماء، أه يا للحسرة على شبابي
خرجت من جنق قلعة ضاغطًا على الجراح
وكبدي مهترئ اتقيأ دمًا، أه يا للحسرة على شبابي
خرجت من جنق قلعة سالم الرأس
قامت القيامة قبل أن أصل إلى أنافارتا، أه يا للحسرة على شبابي
في جنق قلعة ضربوني
ودفنوني قبل أن أموت، أه يا للحسرة على شبابي
في جنق قلعة صفوف الصفصاف
ينام تحتها الفرسان الأسود، أه يا للحسرة على شبابي